# MetaGer
MetaGer  es un metabuscador con sede en Hannover, Alemania. Fue creado por SUMA-EV en 1996, siendo en la actualidad propiedad de SUMA-EV  y la Universidad de Hannover  de Alemania tras una cooperación de las dos instituciones para su desarrollo. MetaGer es uno de los buscadores con más antigüedad. 

## Anonimato
MetaGer  .

## Electricidad verde
Una de sus ventajas además de ser uno de los buscadores más antiguos y experimentados es el uso de “electricidad verde” para favorecer al medio ambiente.